# Reformierte Kirche Bözberg

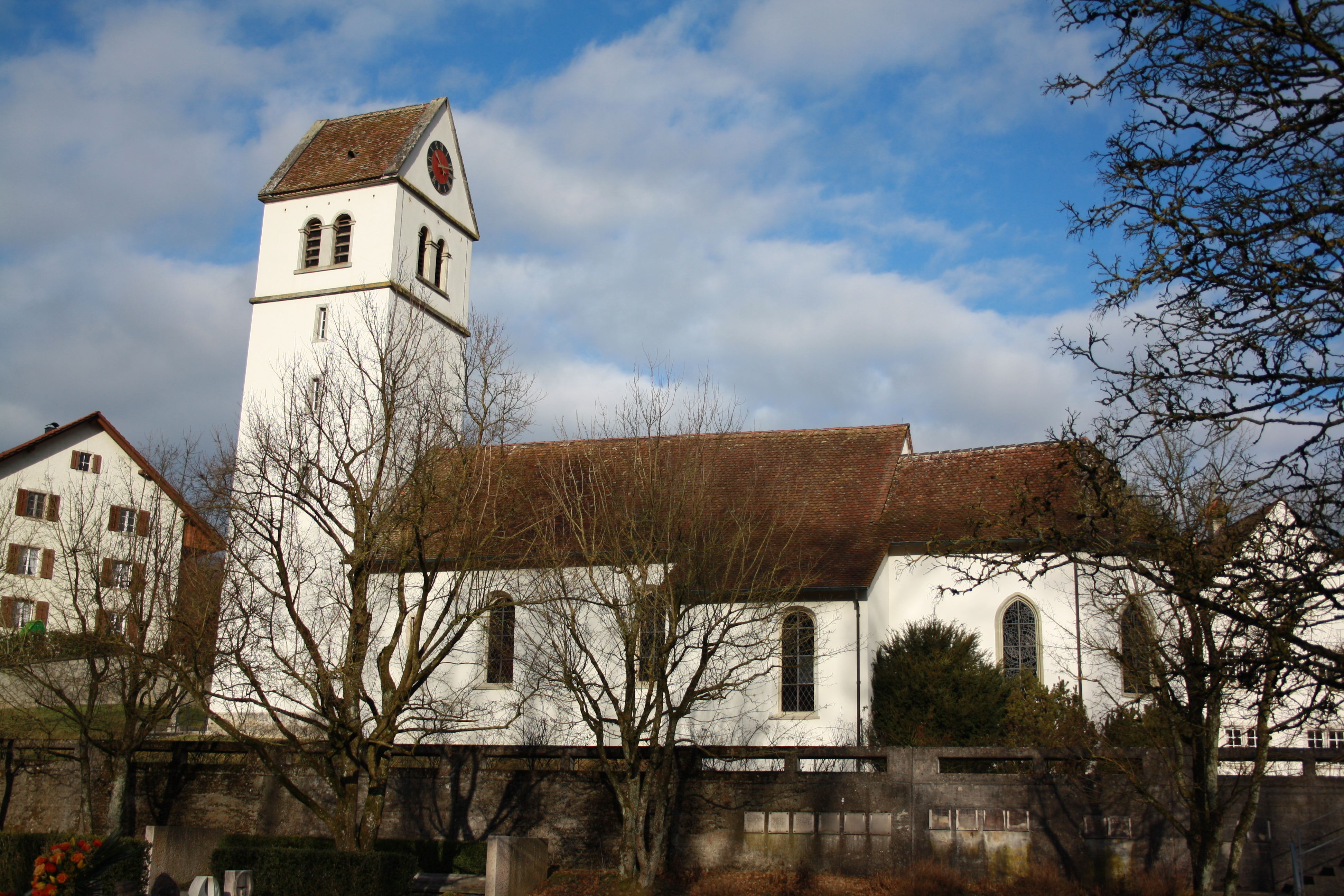
Kirche Bözberg

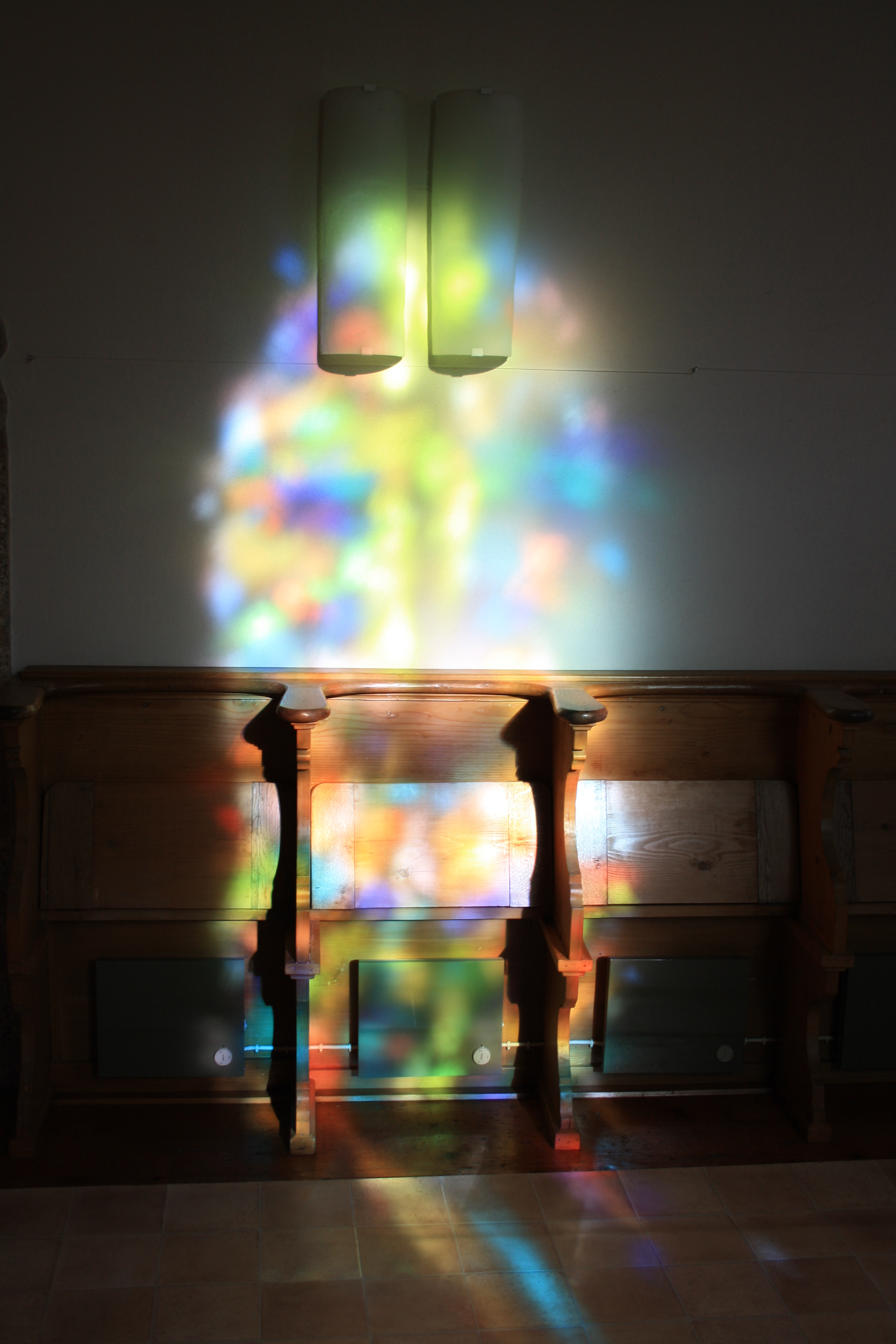
Farbreflexe eines Kirchenfensters im Chor

Die reformierte Kirche Bözberg ist eine der beiden historischen Kirchen der evangelisch-reformierten Kirchgemeinde Bözberg-Mönthal. Sie liegt im zur Gemeinde Bözberg (bis 2012: Unterbözberg) gehörenden Weiler Kirchbözberg im Kanton Aargau in der Schweiz.

## Geschichte
Die Kirche wurde im 11. Jahrhundert als Wegkreuzkirche in romanischem Stil gebaut. Geweiht war sie dem heiligen Michael. Im Jahr 1483 wurde sie erweitert, dann 1681 erneuert und später immer wieder renoviert. Im Jahre 1825 wurde der an der Ostseite befindliche Kirchturm abgerissen und 1834 durch einen neuen Turm an der Westseite ersetzt. Die letzte umfassende Renovation wurde in den Jahren 1983/1984 vorgenommen. Die Metzler-Orgel mit 9 Registern wurde 1969 erbaut.

## Glocken
Der Glockenstuhl der Kirche ist mit folgenden Glocken bestückt:
| Glocke | Schlagton | Durchmesser | Gewicht | Gussjahr, Giesser           |
| ------ | --------- | ----------- | ------- | --------------------------- |
| 1      | g′        | 1040 mm0    | 650 kg  | 1857, H. Rüetschi, Aarau    |
| 2      | b′        | 890 mm      | 425 kg  |                             |
| 3      | c″        | 800 mm      | 300 kg  | 1517, Hans Füssli, Zürich   |
| 4      | d″        | 710 mm      | 195 kg  | 1826, Jakob Rüetschi, Aarau |